# Raffaele Cadorna den äldre
Raffaele Cadorna den äldre, född 9 februari 1815 i Milano, död 6 februari 1897, var en italiensk greve och militär. Han var bror till politikern Carlo Cadorna och far till generalen Luigi Cadorna.
Cadorna deltog som ingenjörsofficer i 1848 års krig mot Österrike och var 1860 toskansk krigsminister. Som generallöjtnant kuvade Cadorna upproret i Palermo 1866 och inryckte 1870 i Kyrkostaten, där han 20 september samma år besatte Rom. År 1871 blev han senator och tog 1877 avsked ur sin krigstjänst. Cadorna utgav 1889 La liberazione di Roma nelll'anno 1870 ed il plebiscito.

## Utmärkelser
- Riddare med storkors av Savojens militärorden,  23 oktober 1870
- Storkorsriddare av Italienska kronorden
- Medaglia piemontese della guerra di Crimea
- Storkorsriddare av Sankt Mauritius och Sankt Lazarusorden
- Annunziataorden
- Minnesmedalj för Italiens enande

[Redigera Wikidata]